# Torteroli
Torteroli, właśc. Nicomedes Conceição (ur. 2 lipca 1899 w Barra do Pirai – zm. ?) – piłkarz brazylijski, występujący podczas kariery na pozycji napastnika.

## Kariera klubowa
Karierę piłkarską Torteroli rozpoczął w Progresso Rio de Janeiro, gdzie grał w latach 1918–1919. W 1920 przeszedł do CR Vasco da Gama, w którym grał do zakończenia kariery w 1928 roku. Podczas tego okresu Torteroli zdobył z Vasco dwukrotnie mistrzostwo stanu Rio de Janeiro – Campeonato Carioca w 1923 i 1924 roku.

## Kariera reprezentacyjna
W reprezentacji Brazylii Torteroli zadebiutował 11 listopada 1923 w meczu z reprezentacją Paragwaju podczas Copa América 1923. Był to jedyny jego występ w barwach canarinhos.